# Mulattiera di arroccamento al Monte Cengio
La Mulattiera di arroccamento al Monte Cengio è una mulattiera del monte Cengio, montagna dichiarata Sacra alla Patria, nelle Prealpi vicentine. La mulattiera venne costruita in seguito alla prima guerra mondiale per dotare la zona sommitale del monte di una via d'accesso diretta dalla sottostante pianura vicentina.

## Descrizione
Venne costruita dalla 93ª Compagnia Zappatori del I Reggimento Genio tra il 1917 e il 1918. La mulattiera (denominata anche la Granatiera, in onore dei "Granatieri di Sardegna" che combatterono aspre battaglie nella zona) sfrutta per lo più cenge naturali, in alcuni tratti vi sono inoltre gallerie scavate direttamente nella roccia.
La mulattiera fu costruita percorrendo le tracce di un antico ed ardito sentiero. Si decise di realizzarla per permettere, anche in pieno giorno, data la sua defilazione, la salita di materiali e soldati in modo da potenziare le difese del monte Cengio, divenuto, a seguito delle offensive austroungariche, l'ultimo baluardo occidentale dell'Altopiano dei Sette Comuni da parte dell'esercito italiano. In caso di conquista del Cengio infatti, gli imperiali avrebbero potuto raggiungere agevolmente la sottostante pianura.
Alcune gallerie della mulattiera erano adatte inoltre per fungere da ricovero per le truppe in caso di bombardamento nemico. Il tratto di sentiero di quota 1351 m comprende la galleria principale, lunga 187 m e di sezione 3x4 m, dove venne anche costruito un serbatoio d'acqua in cemento della capacità di 150 m³. Il dislivello totale di 1.150 m veniva superato con due stazioni di sollevamento. Dal fiume Astico l'acqua raggiungeva così il serbatoio in caverna lungo "la Granatiera" da cui veniva poi distribuita in tutta la zona. Questa stazione di pompaggio assumeva rilevante importanza dato che fungeva da rifornimento per le truppe italiane dislocate nella zona sud-occidentale dell'altopiano.
La mulattiera doveva essere collegata alla Val d'Astico da una teleferica, che però non venne mai ultimata.

## Galleria d'immagini

Alcuni tratti del percorso
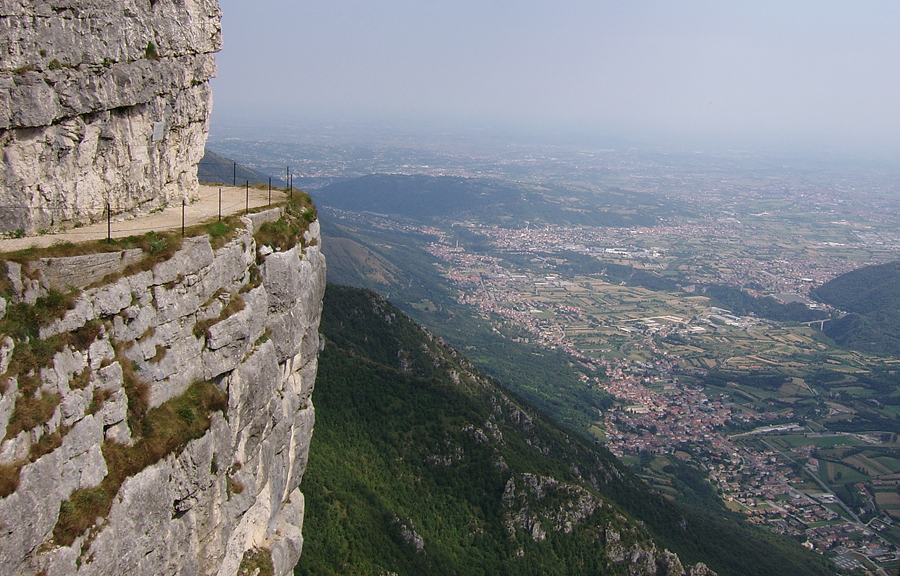
Parte del percorso
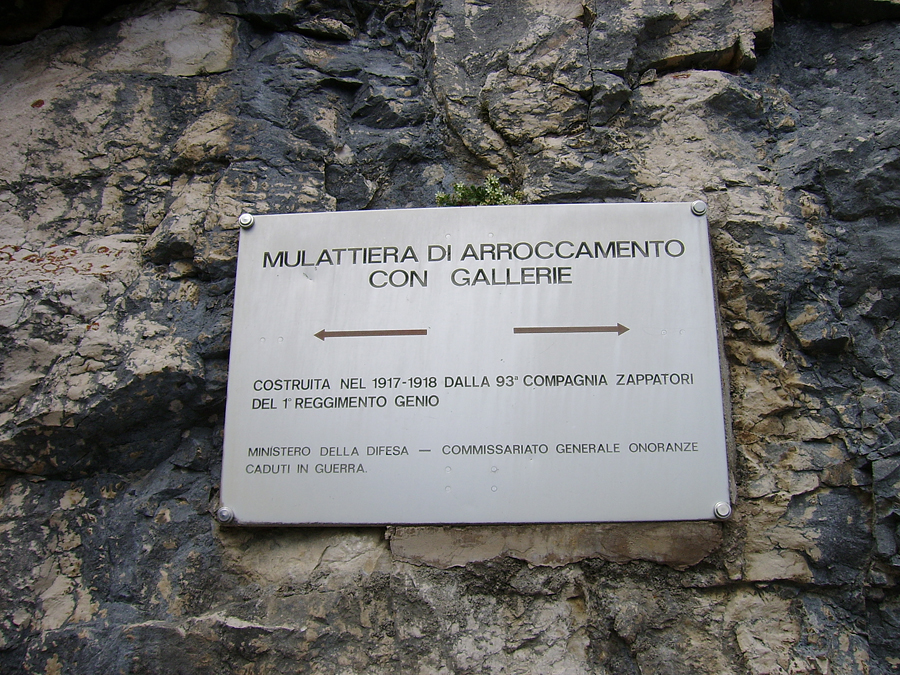
Cartellonistica lungo il percorso
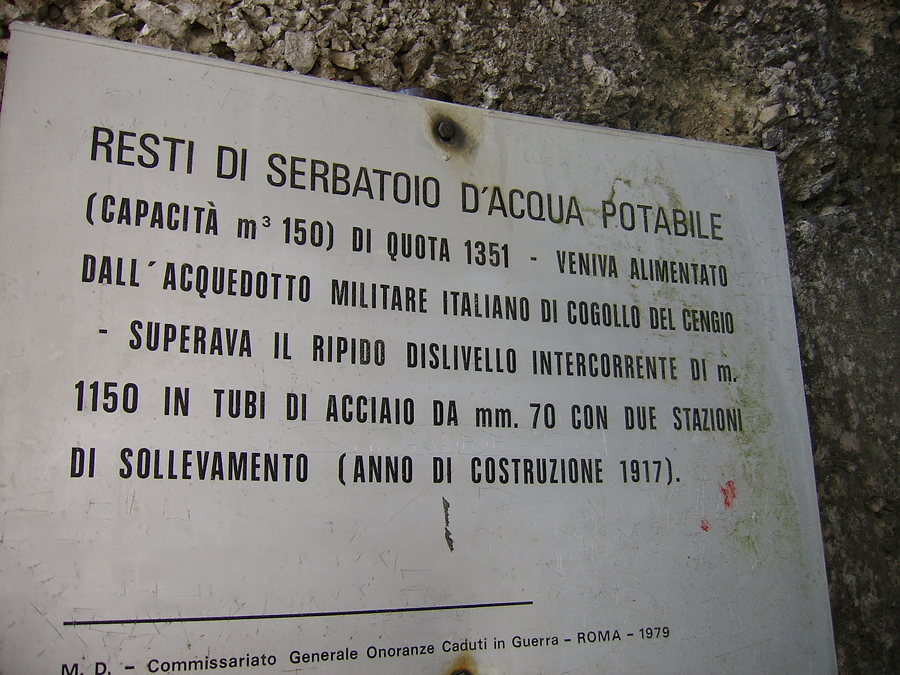
Cartellonistica lungo il percorso
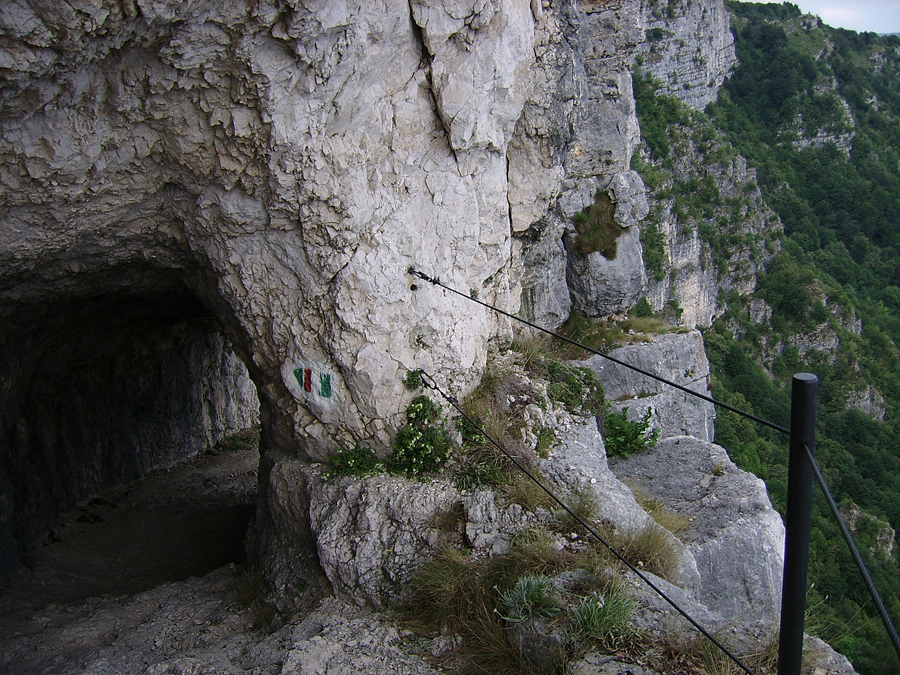
Parte del percorso
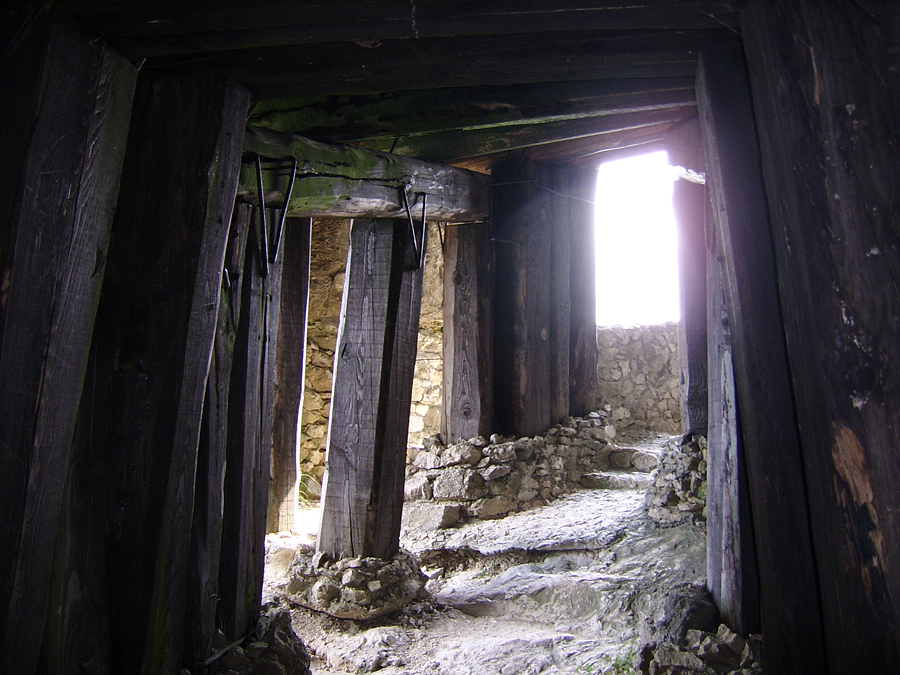
Parte del percorso
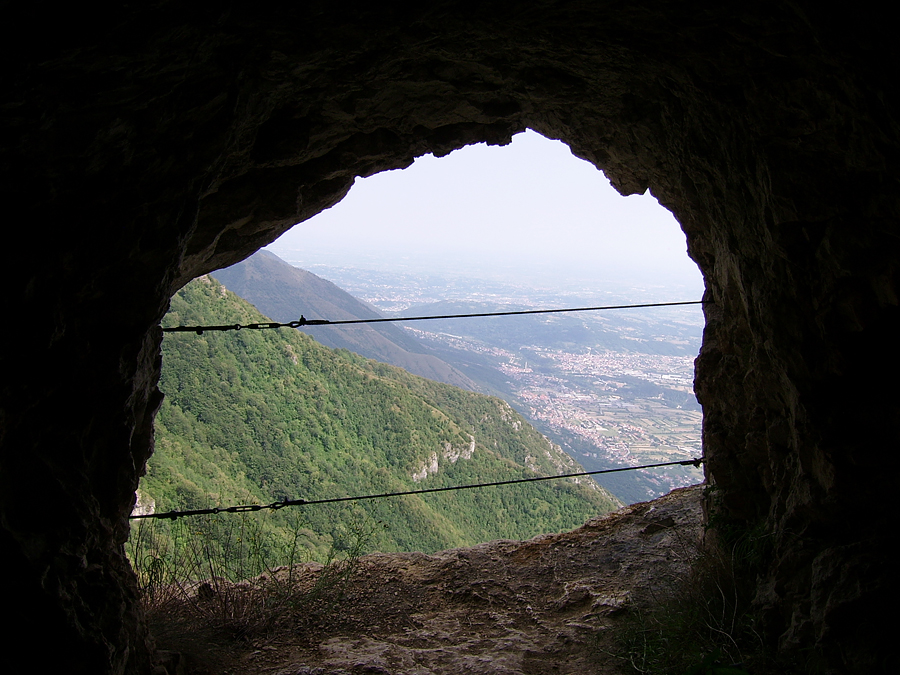
Parte del percorso
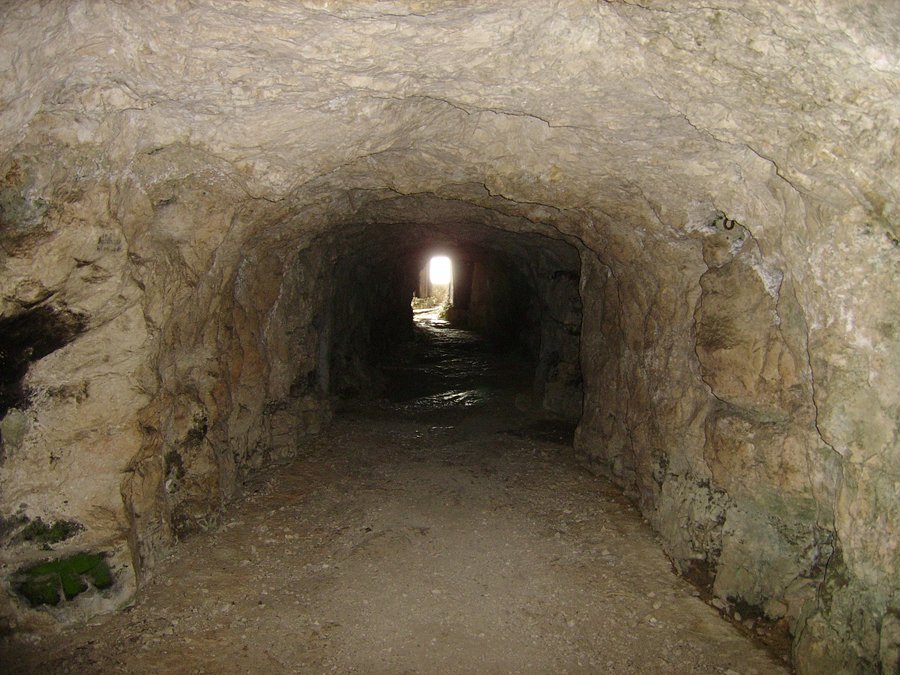
Parte del percorso
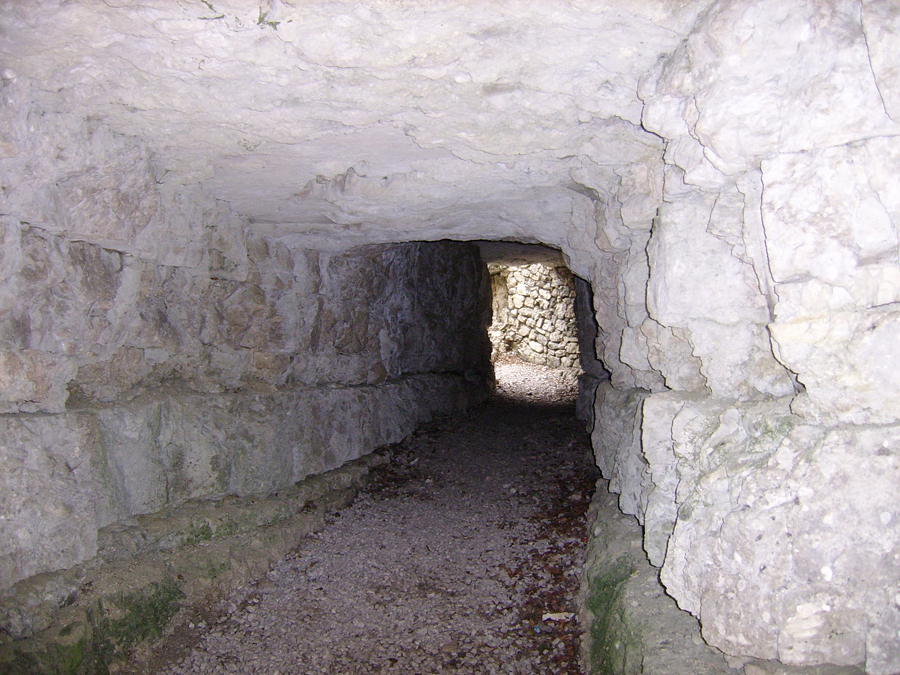
Parte del percorso
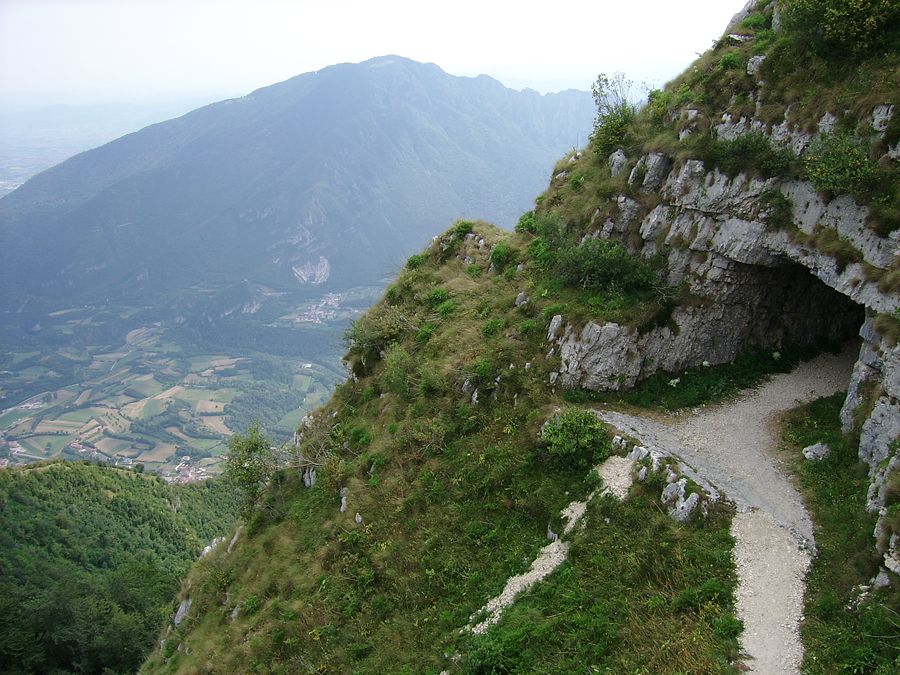
Parte del percorso